# Alone (canción de Falling in Reverse)
«Alone» es una canción de la banda de post-hardcore estadounidense, Falling in Reverse. Es el primer sencillo del segundo álbum de estudio de la banda, Fashionably Late.

## Video musical
En el video musical interviene la banda tocando mientras las chicas bailan a su alrededor con fotos de Radke en un traje azul eléctrico de Stacy Adams caminando por una pista del aeropuerto con un Ferrari 458 Italia a su lado.

## Recepción crítica
La canción ha sido descrita por Zoiks! en Línea como "Combina los grandes ritmos de la radio con un riffage que induce a los moshpits, la pista se dirige directamente a los críticos de Ronnie". En un comunicado de prensa, Radke declaró que "Alone" era, ... "Todo lo que siempre he querido decir a todos estos seguidores de Twitter que hablan mal ... [y] quería decir por qué son tan infelices todos los que dedican sus vidas a un solo género musical".

## Posiciones
| Listas (2013)                                           | Mejor posición |
| ------------------------------------------------------- | -------------- |
| Estados Unidos Hot Rock & Alternative Songs (Billboard) | 27             |
| Reino Unido Rock & Metal Singles (OCC)                  | 14             |

## Premios y nominaciones
| Año  | Premio                                          | 'Resultado |
| ---- | ----------------------------------------------- | ---------- |
| 2014 | Alternative Press Music Awards: Canción del Año | Nominado   |